# جنگ ویتنام و کامبوج
جنگ ویتنام و کامبوج (خمر: សង្គ្រាមកម្ពុជា-វៀតណាម) یک درگیری مسلحانه بین کمپوچیای دمکراتیک (تحت حاکمیت خمرهای سرخ) و جمهوری سوسیالیستی ویتنام بود. این جنگ با حمله ارتش انقلابی کمپوچیا به مرزهای ویتنام آغاز شد و ویتنام در ۲۵ دسامبر ۱۹۷۸ وارد جنگ تمام عیار با کمپوچیا شد. سرانجام این جنگ اشغال کامبوج توسط ویتنام و برکناری حزب کمونیست کامبوج از قدرت بود.